# Adulterio nacional
Adulterio nacional és una pel·lícula de comèdia espanyola dirigida per Francisco Lara Polop i estrenada el 1982.

## Argument
Comèdia d'embolics en les quals s'escenifiquen els adulteris creuats dels dos matrimonis formats per Pura i Agustín i Cesáreo i Hortensia, als quals s'afegeix a una sensual nodrissa anomenada Encarna'.

## Repartiment
- Quique Camoiras 	... 	Agustín
- Charo López 	... 	Hortensia
- Francisco Cecilio 	... 	Cesáreo
- Azucena Hernández 	... 	Pura
- Manolo Codeso 	 	... 	Santiago
- Julia Martínez 	... Felisa
- Juan Carlos Naya 	... 	Miguel
- Alfonso Lussón 	... 	Pepe
- Beatriz Escudero 	... 	Rosa
- Alejandra Grepi 	... 	Encarna
- Alfonso del Real... 	Alfonso
- Miguel Rellán
- Luis Lorenzo
- Rafaela Aparicio
- Gracita Morales